# Freienbach-Hurden-Seefeld

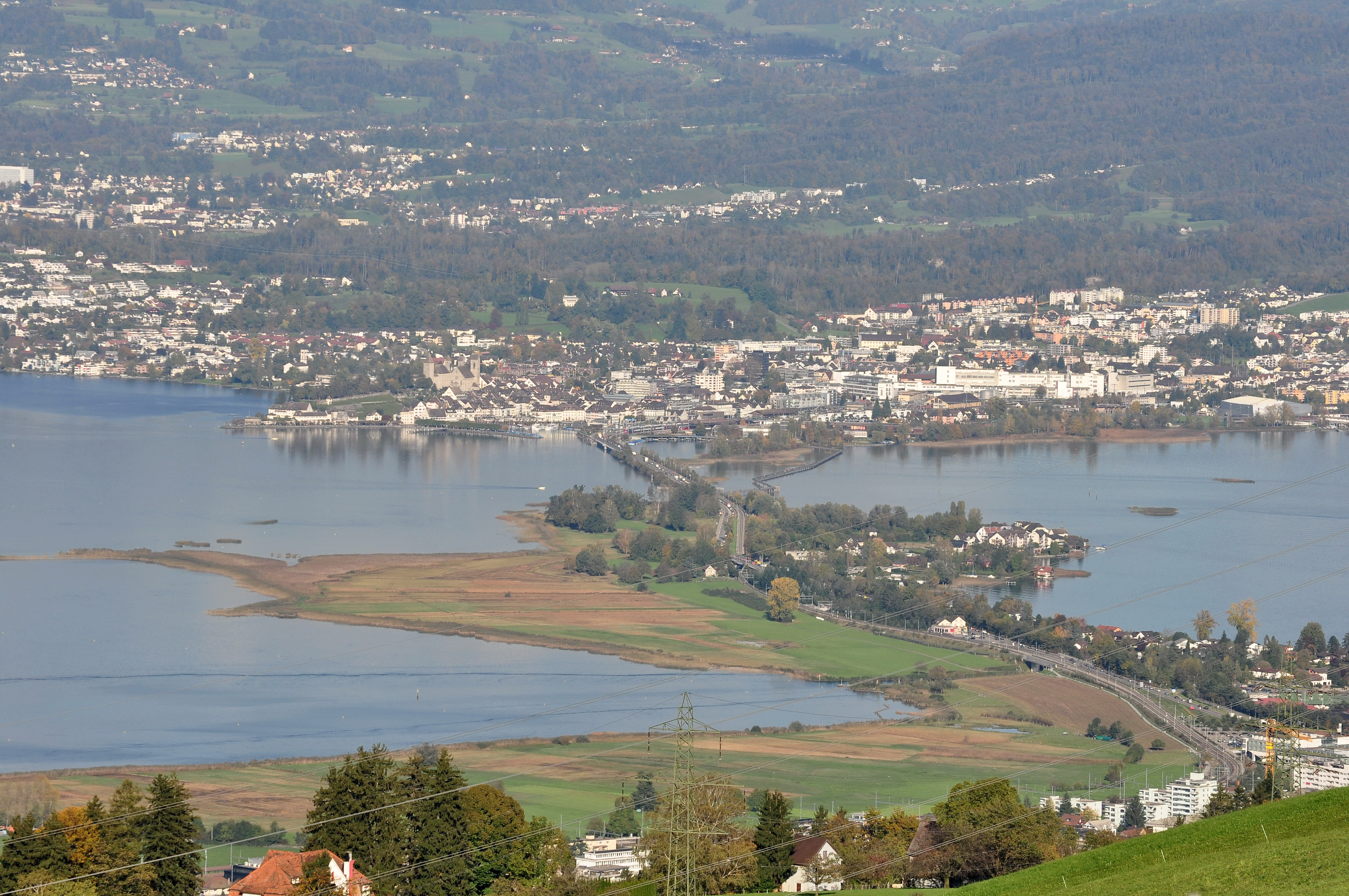
Lage der Feuchtbodensiedlung

Als Freienbach-Hurden-Seefeld, kurz Hurden Seefeld genannt, wird die archäologische Fundstelle einer Feuchtbodensiedlung im Zürichsee auf dem Gebiet des Ortsteils Hurden der Gemeinde Freienbach im Kanton Schwyz bezeichnet.

## Lage und Befund
Die Fundstelle beim Seedamm von Rapperswil im oberen Zürichsee hat einen Umfang von 300 bis 400 Metern und liegt in unmittelbarer Nähe der Fundstelle Hurden Rosshorn. Ihre Funktion und Organisation an dieser wichtigen Transportroute ist daher von grossem wissenschaftlichem Interesse. Eine gut erhaltene Kulturschicht liefert Daten, die wegen ihrer Aussagen zur Entstehung und Ausbreitung der Schnurkeramik-Kultur in der Schweiz von besonderer wissenschaftlicher Bedeutung sind.
Zum Umfeld der prähistorischen Seequerungen zwischen Rapperswil und Hurden gehört auch die Fundstelle Technikum.

## UNESCO-Weltkulturerbe und Kulturgut von nationaler Bedeutung
Die Fundstelle Hurden Seefeld gehört zu den 111 Fundplätzen, die am 27. Juni 2011 als UNESCO-Weltkulturerbe Prähistorische Pfahlbauten um die Alpen anerkannt wurden.
Im Schweizerischen Inventar der Kulturgüter von nationaler Bedeutung ist sie als Klasse-A-Objekt aufgeführt.